# Corb cuacurt
El corb cuacurt (Corvus rhipidurus) és una espècie d'ocell de la família dels còrvids (Corvidae) que habita penya-segats i zones àrides i pedregoses, localment al sud de Mali i de Níger, centre i sud de Txad, sud-est d'Egipte, Etiòpia, Eritrea, Djibouti, nord-oest de Somàlia, est d'Uganda, nord-oest i centre de Kenya, Península del Sinaí i Pròxim Orient, des de Síria fins a Aràbia.